# Geoglifos de la estepa
Los llamados Geoglifos de la estepa constituyen un conjunto monumental de imágenes solo visibles desde el aire situado en las estepas de Kazajistán; fueron localizados por vez primera en 2007 por Dmitry Dey, un economista kazajo amante de la arqueología.
Por medio del programa informático Google Earth, Dmitriy Dey descubrió no menos de 260 figuras entre montículos, zanjas y terraplenes dispuestos en cinco formas básicas en la región de Turgai, en el norte de Kazajistán.
La figura mayor, llamada Cuadrado de Ushtogaysky por hallarse cerca de la aldea de Ushtogaysky, se encuentra próxima a un yacimiento neolítico y consiste en un cuadrado gigante formado por 101 montículos cuyos vértices se hallan unidos por cruz diagonal inscrita en el cuadrado; posee una extensión mayor que la  Pirámide de Keops. Otra figura interesante es la llamada Cruz de Koga, una esvástica de tres brazos rematados cada uno por una línea horizontal con extremos en zigzags opuestos en sentido contrario a las agujas del reloj. 
Parece ser que esos diseños pueden estar relacionados con la cultura mahandzhar, que floreció allí entre el 7.000 y el 5.000 a. C., al menos en las figuras más antiguas, y podrían ser observatorios solares a la manera de Stonehenge.